# Čenovo praštevilo
Čenovo praštevilo je praštevilo p, če je tudi p + 2 praštevilo ali polpraštevilo. Leta 1966 je kitajski matematik Čen Džinrun dokazal, da je takšnih števil neskončno mnogo. Če je poleg p praštevilo tudi p+2, se takšna dvojica imenuje praštevilski dvojček.
Prva Čenova praštevila so (OEIS A109611):
2, 3, 5, 7, 11, 13, 17, 19, 23, 29, 31, 37, 41, 47, 53, 59, 67, 71, 83, 89, 101, ...
Množica vseh petnajstih supersingularnih praštevil je podmnožica Čenovih praštevil. 
Rudolf Ondrejka je odkril magični kvadrat 3. reda devetih Čenovih števil:
| 17  | 89 | 71  |
| 113 | 59 | 5   |
| 47  | 29 | 101 |

Oktobra 2005 so Micha Fleuren in elektronska skupina PrimeForm odkrili največje znano Čenovo praštevilo (1284991359 · 298305 + 1)  ·  (96060285 · 2135170 + 1) − 2 s 70.301 števkami.
Manjši član praštevilskega dvojčka je vedno Čenovo praštevilo. Do leta 2005 je bil največji znan praštevilski dvojček 16869987339975 · 2171960 ± 1. Odkrili so ga Madžari Zoltán Járai, Gabor Farkas, Timea Csajbok, Janos Kasza in  Antal Járai. Ima 51.779 števk. Prva Čenova praštevila, ki so tudi praštevilski dvojčki, so (OEIS A117243):
3, 5, 7, 11, 13, 17, 19, 29, 31, 107, 109, 137, 139, 179, 181, 197, 199, ...
Prva Čenova praštevila, ki niso manjši člani praštevilskih dvojčkov, so (OEIS A063637):
2, 7, 13, 19, 23, 31, 37, 47, 53, 67, 83, 89, 109, 113, 127, 131, 139, ...
To so števila oblike pq - 2, kjer sta p in q praštevili. Čenova praštevila, ki sploh niso člani praštevilskih dvojčkov, pa so (OEIS A117242):
2, 23, 37, 47, 53, 67, 83, 89, 113, 127, 131, 157, 167, 211, 233, 233, 251, 263, 293, ...
Terence Tao in Ben Green ste leta 2005 dokazala, da obstaja neskončno mnogo aritmetičnih zaporedij Čenovih praštevil s tremi členi.
Prva srečna Čenova praštevila so (OEIS A117708):
3, 7, 13, 31, 67, 127, 211, 307, 409, ...
Prva Fibonaccijeva števila (OEIS A005478), ki so tudi Čenova praštevila, so (OEIS A117740):
2, 3, 5, 13, 233, 514229, ...
Takšna števila hitro naraščajo. Prva Čenova števila, ki niso tudi Fibonaccijeva števila, so (OEIS A117743):
7, 11, 17, 19, 23, 29, 31, 37, 41, 47, 53, 59, 67, 71, 83, 89, 101, ...

## Praštevila, ki niso Čenova praštevila
Prva praštevila, ki niso tudi Čenova praštevila, so (OEIS A102540):
43, 61, 73, 79, 97, 103, 151, 163, 173, 193, 223, 229, 241, 271, 277, 283, ...
Prva samska praštevila (OEIS A007510), ki niso tudi Čenova praštevila, so (OEIS A117244):
79, 97, 163, 173, 233, 277, 331, 367, 373, 383, 397, ...
Prva Fibonaccijeva števila, ki niso tudi Čenova praštevila, so (OEIS A117745): 
1597, 28657, 433494437, 2971215073, 99194853094755497, 1066340417491710595814572169, 19134702400093278081449423917, ...